# Vethalivka, Hadeaci
Vethalivka (în ucraineană Ветхалівка) este un sat în comuna Seredneakî din raionul Hadeaci, regiunea Poltava, Ucraina.

## Demografie
Componența lingvistică a localității Vethalivka
     Ucraineană (98,44%)
     Rusă (1,56%)
Conform recensământului din 2001, majoritatea populației localității Vethalivka era vorbitoare de ucraineană (98,44%), existând în minoritate și vorbitori de rusă (1,56%).